# がっちり買いまショウ
『がっちり買いまショウ』（がっちりかいまショウ）は、1963年12月1日から1975年3月30日までNET系列で、同年4月6日から11月30日までTBS系列で放送されていた毎日放送製作の買い物ゲーム番組である。全627回。当初はモノクロ放送だったが、1969年8月24日放送回よりカラー放送となった。

## 概要
番組には毎回3組のペアチームが出場。基本的には夫婦で参加する形となっていた。司会は、漫才コンビの夢路いとし・喜味こいしが務めていた。

### ルール
番組の冒頭では、まず出場者たちが週替わりの体を張ったゲーム（椅子取りゲームや玉転がしゲームなど）に挑戦。買い物の設定金額は、このゲームの結果により決定される。
買い物ゲームは、まず司会者に呼ばれた視聴者代表の複数のチームが、番組スポンサーの商品の絵柄が入ったボックスを一つ選んで金額を決めた後、いとし・こいしによる「（その金額××）円でお買い上げ、これを含めて4点以上」（こいし）、「それでは○○円コース！○○円コース！○○円コース！運命の別れ道！」（いとし）、「がーっちり買いまショウ！」（こいし）のコールとともにスタート。会場には値段の記されていない品物が置かれており、出場者たちはその中から欲しい物を取り、合計金額が決められた金額になるように買い物をする。制限時間は2分で、全部で4品以上を買わなければならない。時間が迫ると音楽のテンポが速くなり、時間切れになると鐘が鳴る。小金額調整用の商品として、スポンサー商品（こちらには金額が表示されている）と靴下、ネクタイなどの小物が置かれている。これら買い物に使用する商品は、髙島屋の協賛による。決められた金額をオーバーしそうなときには「規定の4点にはなりました」（いとし・こいし）、少なすぎる事になりそうだと「○○円と申しましても意外と買いごたえございますよ」（いとし）などと司会者が呼びかけて、出場者を誘導することもあった。
ゲーム終了後の結果発表では、いとし・こいしが「伺ってみましょう！○○円コースお買い上げ、いかがでしたか？」と訊くとティンパニによるロールが鳴らされる。合計金額が設定金額からマイナス4000円以内（例えば10万円コースの場合は10万円 - 9万6000円）に収まった場合には、ファンファーレが鳴って取った品物をすべて獲得できるが、逆に設定金額を1円でもオーバーするかマイナス4000円を下回ると失格となり、品物は没収される。
商品を獲得できた場合には、残高が「あゆみの箱」に寄付される。また設定金額と同じになった場合には、「がっちり賞」として賞金10万円が贈られる。失格となった場合には、「残念賞」としてスポンサー商品の詰め合わせが贈られる。番組後期には「ラッキー賞」の設定があり、その指定の品物を取った時は旅行クーポン券が贈られる。また出場チーム3組のうち、特に司会者に対して印象を残し、インパクトがあった1組には「いとこい賞」として週替わりの賞品が贈られる。
コースの制限金額は、物価高に応じて徐々に上昇していった。番組開始時には5万円・3万円・1万円（内輪で3千円以内）であったが、後に7万円・5万円・3万円、10万円・7万円・5万円とアップしていった。特別に5組が出場した最終回では、さらに3万円・1万円のコースも追加され、1万円コースで「がっちり賞」が出て有終の美を飾った。なお航空会社対抗戦の回では、30万円・20万円・10万円の3コースで行ったことがある。
番組のラスト近くには、高島屋からの視聴者プレゼントコーナーがあった。このコーナーではまずメインとなるプレゼント商品とその値段を視聴者に公開した後、スポンサー商品10個をカメラに映す。視聴者はそれらの合計金額を予想し、番組に応募する。

## 放送時間
いずれも日本標準時。ネットチェンジの解消とともに放送開始時刻が変更されたため、ネット局の一部では朝日放送『新婚さんいらっしゃい!』の後番組扱いで放送されていた。
- 日曜 14:45 - 15:15 （1963年12月1日 - 1963年12月）
- 日曜 12:45 - 13:15 （1964年1月 - 1975年3月30日） - 途中、1972年にスポンサー変更・改題。
- 日曜 12:15 - 12:45 （1975年4月6日 - 1975年11月30日）

## 提供
番組は、放送開始から1971年までは株式会社オリエンタルの一社提供で、1972年から番組終了までは江崎グリコその他のグリコグループによる単独提供で放送されていた。その関係で、1971年までは『オリエンタルがっちり買いまショウ』、1972年以降は『グリコがっちり買いまショウ』が正式名称となっていた。放送開始時のタイトルは『オリエンタルがっちり買いましょう』であったが、「しょう」の字は1969年5月にゲームショー番組のもじりで「ショウ」に変更された。

## 放送局

### 1963年12月から1975年3月まで
系列は放送当時のもの。
| 放送対象地域            | 放送局                         | 系列                   | 備考 |
| ----------------------- | ------------------------------ | ---------------------- | --- |
| 近畿広域圏              | 毎日放送                       | NET系列                | 製作局 |
| 関東広域圏              | NETテレビ （現・テレビ朝日）   | NET系列                | |
| 北海道                  | 北海道放送                     | TBS系列                | 1968年10月まで |
| 北海道                  | 北海道テレビ                   | NET系列                | 1968年11月から |
| 青森県                  | 青森放送                       | 日本テレビ系列         | |
| 岩手県                  | 岩手放送 （現・IBC岩手放送）   | TBS系列                | |
| 宮城県                  | 東北放送                       | TBS系列                | |
| 秋田県                  | 秋田放送                       | 日本テレビ系列         | |
| 山形県                  | 山形放送                       | 日本テレビ系列         | |
| 福島県                  | 福島テレビ                     | TBS系列 フジテレビ系列 | 1971年9月までは日本テレビ系列局                                                                                                  |
| 山梨県                  | 山梨放送                       | 日本テレビ系列         | |
| 新潟県                  | 新潟放送                       | TBS系列                | 土曜 18:00 - 18:30にて遅れネット                                                                                                 |
| 長野県                  | 信越放送                       | TBS系列                | |
| 静岡県                  | 静岡放送                       | TBS系列                | |
| 富山県                  | 北日本放送                     | 日本テレビ系列         | |
| 石川県                  | 北陸放送                       | TBS系列                | [ 5 ] |
| 福井県                  | 福井放送                       | 日本テレビ系列         | |
| 中京広域圏              | 中部日本放送 （現・CBCテレビ） | TBS系列                | 1966年3月まで |
| 中京広域圏              | 名古屋テレビ                   | NET系列                | 1966年4月から 1973年3月までは日本テレビ系列とのクロスネット局                                                                    |
| 鳥取県                  | 日本海テレビ                   | 日本テレビ系列         | 1972年9月の電波相互乗り入れに伴い打ち切り                                                                                        |
| 島根県 ↓ 鳥取県・島根県 | 山陰放送                       | TBS系列                | 当初の放送対象地域は島根県のみ 1972年9月の電波相互乗り入れに伴い鳥取県でも放送                                                   |
| 岡山県                  | 山陽放送 （現・RSK山陽放送）   | TBS系列                | 1969年3月まで 当時の放送対象地域は岡山県のみ                                                                                     |
| 岡山県                  | 岡山放送                       | フジテレビ系列 NET系列 | 1969年4月から 当時の愛称はテレビ岡山 当時の放送対象地域は岡山県のみ                                                              |
| 広島県                  | 中国放送                       | TBS系列                | 1971年3月まで |
| 広島県                  | 広島ホームテレビ               | NET系列                | 1970年12月から 1971年4月から広島ホームテレビ単独で放送                                                                           |
| 山口県                  | 山口放送                       | 日本テレビ系列         | |
| 徳島県                  | 四国放送                       | 日本テレビ系列         | 1966 - 1969年頃の一時期。1969年頃は日曜9:00 - 9:30に放送                                                                         |
| 香川県                  | 西日本放送                     | 日本テレビ系列         | 1969年3月まで 当時の放送対象地域は香川県のみ                                                                                     |
| 香川県                  | 瀬戸内海放送                   | NET系列                | 1971年4月から 当時の放送対象地域は香川県のみ 腸捻転解消より早く打ち切り 打ち切り後は同枠で『パンチDEデート』（関西テレビ）を放送 |
| 愛媛県                  | 南海放送                       | 日本テレビ系列         | |
| 高知県                  | 高知放送                       | 日本テレビ系列         | |
| 福岡県                  | 九州朝日放送                   | NET系列                | |
| 長崎県                  | 長崎放送                       | TBS系列                | |
| 熊本県                  | 熊本放送                       | TBS系列                | |
| 大分県                  | 大分放送                       | TBS系列                | |
| 宮崎県                  | 宮崎放送                       | TBS系列                | |
| 鹿児島県                | 南日本放送                     | TBS系列                | |
| 沖縄県                  | 沖縄テレビ                     | フジテレビ系列         | 1971年3月まで |
| 沖縄県                  | 琉球放送                       | TBS系列                | 1971年7月から |

### 1975年4月から11月まで
◎が付いているものは、ネットチェンジ後に変更となった局。系列は放送当時のもの。
| 放送対象地域   | 放送局                         | 系列                           | 備考                                          |
| -------------- | ------------------------------ | ------------------------------ | --------------------------------------------- |
| 近畿広域圏     | 毎日放送                       | TBS系列                        | 製作局                                        |
| 関東広域圏     | 東京放送 （現・TBSテレビ）     | TBS系列                        | ◎                                             |
| 北海道         | 北海道放送                     | TBS系列                        | ◎6年半ぶりに復帰                              |
| 青森県         | 青森テレビ                     | TBS系列                        | ◎                                             |
| 岩手県         | 岩手放送 （現・IBC岩手放送）   | TBS系列                        |                                               |
| 宮城県         | 東北放送                       | TBS系列                        |                                               |
| 秋田県         | 秋田テレビ                     | フジテレビ系列                 | ◎                                             |
| 山形県         | 山形放送                       | 日本テレビ系列                 |                                               |
| 福島県         | 福島テレビ                     | TBS系列 フジテレビ系列         |                                               |
| 山梨県         | テレビ山梨                     | TBS系列                        | ◎                                             |
| 新潟県         | 新潟放送                       | TBS系列                        | ◎6年半ぶりに復帰                              |
| 長野県         | 信越放送                       | TBS系列                        |                                               |
| 静岡県         | 静岡放送                       | TBS系列                        |                                               |
| 富山県         | 北日本放送                     | 日本テレビ系列                 |                                               |
| 石川県         | 北陸放送                       | TBS系列                        |                                               |
| 中京広域圏     | 中部日本放送 （現・CBCテレビ） | TBS系列                        | ◎9年ぶりに復帰                                |
| 鳥取県・島根県 | 山陰放送                       | TBS系列                        |                                               |
| 岡山県         | 山陽放送 （現・RSK山陽放送）   | TBS系列                        | ◎6年ぶりに復帰 当時の放送対象地域は岡山県のみ |
| 広島県         | 中国放送                       | TBS系列                        | ◎4年ぶりに復帰                                |
| 山口県         | テレビ山口                     | TBS系列 フジテレビ系列 NET系列 | ◎                                             |
| 愛媛県         | 南海放送                       | 日本テレビ系列                 |                                               |
| 高知県         | テレビ高知                     | TBS系列                        | ◎                                             |
| 福岡県         | RKB毎日放送                    | TBS系列                        | ◎                                             |
| 長崎県         | 長崎放送                       | TBS系列                        |                                               |
| 熊本県         | 熊本放送                       | TBS系列                        |                                               |
| 大分県         | 大分放送                       | TBS系列                        |                                               |
| 宮崎県         | 宮崎放送                       | TBS系列                        |                                               |
| 鹿児島県       | 南日本放送                     | TBS系列                        |                                               |
| 沖縄県         | 琉球放送                       | TBS系列                        |                                               |

### 補足
腸捻転の解消に伴い、NET系列をはじめとする一部のネット局は1975年3月に本番組のネットを打ち切り、同年4月に朝日放送『新婚さんいらっしゃい!』のネットに切り替えた。
また、現在では準広域放送となっている岡山県と香川県の放送局は、当時はそれぞれの県のみの単一放送であったため、この2局が並列放送していた。さらに広島県で2局放送が行われていた時代もあったが、これは本来のNET系列であった広島ホームテレビ（UHT）がUHFテレビ局（広島県初）であることから、それを受信できない世帯・地域に配慮するのと、従来から放送していた中国放送（RCC）での視聴者確保の観点もあり、UHT開局後も引き続きRCC・UHTでの並列放送が行われていた。

## 備考
収録はMBS千里丘放送センターのスタジオで行われていたが、後に放送センター内にあるミリカホールでの公開収録へ移行した。
番組開始当初はモノクロ放送だったが、1968年頃からテレビ業界でカラー番組が増加し始めたのを受け、放送開始から5年半後の1969年8月24日放送回からカラー放送となった。
小金額調整用の品物のうち番組スポンサーの商品は、オリエンタル提供時代・グリコグループ提供時代ともに即席カレーであった。オリエンタル提供時代にはオリエンタル・マースカレー（番組開始前の1962年に発売）が、グリコグループ提供時代にはグリコ・ワンタッチカレーが提供されていた。また、同社のポッキーやペロティが調整に使われた回もある。調整金額は、番組末期には100円で計算されていた。
出場者が品物の額を計算する際に使っていた用具は、当初はメモ用紙と鉛筆であったが、番組末期には計算機（電卓）も加わった。
グリコグループ提供時代には、いとし・こいしの2人の着用する背広やブレザーの胸ポケットには（道頓堀川沿いのネオンサインでもお馴染みの）グリコのゴールインマークのワッペンが着けられていた。
出場者が設定金額をオーバーしそうなときや足りないときには、いとし・こいしの2人がそれとなくアドバイスをした。またもう少しというところでがっちり賞を逃したときには、こいしが苦しむようなポーズを取るのがお約束であった。特にものすごく惜しい（-100円や-10円の時など）ときには、こいしは床でのたうちまわっていた。
1969年12月28日には、前日の12月27日（土曜日）に「第32回衆議院議員総選挙」の投票が行われた（非日曜日での投票は現在これが最後）関係上、NETの12:00 - 15:55に選挙特別番組が編成されたため、同年12月31日の16:35 - 17:05で放送、珍しく特別番組での枠移動となった。なお12:00の『大正テレビ寄席』と13:15の『日曜演芸会』は双方とも休止、そして14:00の『ダイビングクイズ』（毎日放送製作）は、当番組の変更直後の17:05 - 17:30で放送された。
NET系列ネット時代の映像は基本的に残されていないが、当時毎日放送が円谷プロダクションと共同製作していた『ジャンボーグA』の第40話「大奮戦！バモスI世 バモスII世」（1973年10月20日放送）にて、事件現場となった龍神村の住人が付けっぱなしにしていたテレビの画面に本番組の映像（モノクロ画面）が映し出されていた。
いとしによる口上「10万円・7万円・5万円運命の分かれ道」は、本番組の終了後にもいとし・こいしの漫才「花嫁の父」において、こいしが歌を歌う場面に使われた（こいしが歌うときにいとしが口にするという部分から）。2人は「花嫁の父」を、民放・NHKを問わずさまざまな演芸番組で披露した。また2人は、KINCHOアリ退治用殺虫剤（アリキンチョールと巣退治用アリキンチョール）のCMでもこのネタのパロディフレーズを口にしていた。
1990年代、読売テレビの『EXテレビ』火曜で「ウルトラがっちり買いまショウ」と題しての復刻企画が行われた。この企画には芸能人3組のペアが出場し、1億円コース・1000万円コース・100万円コースが設定された。ただし、『EXテレビ』自体がグリコグループ提供番組でないため、小金額調整用のカレーには他社の製品が使われた。